# معيار الوقود منخفض الكربون

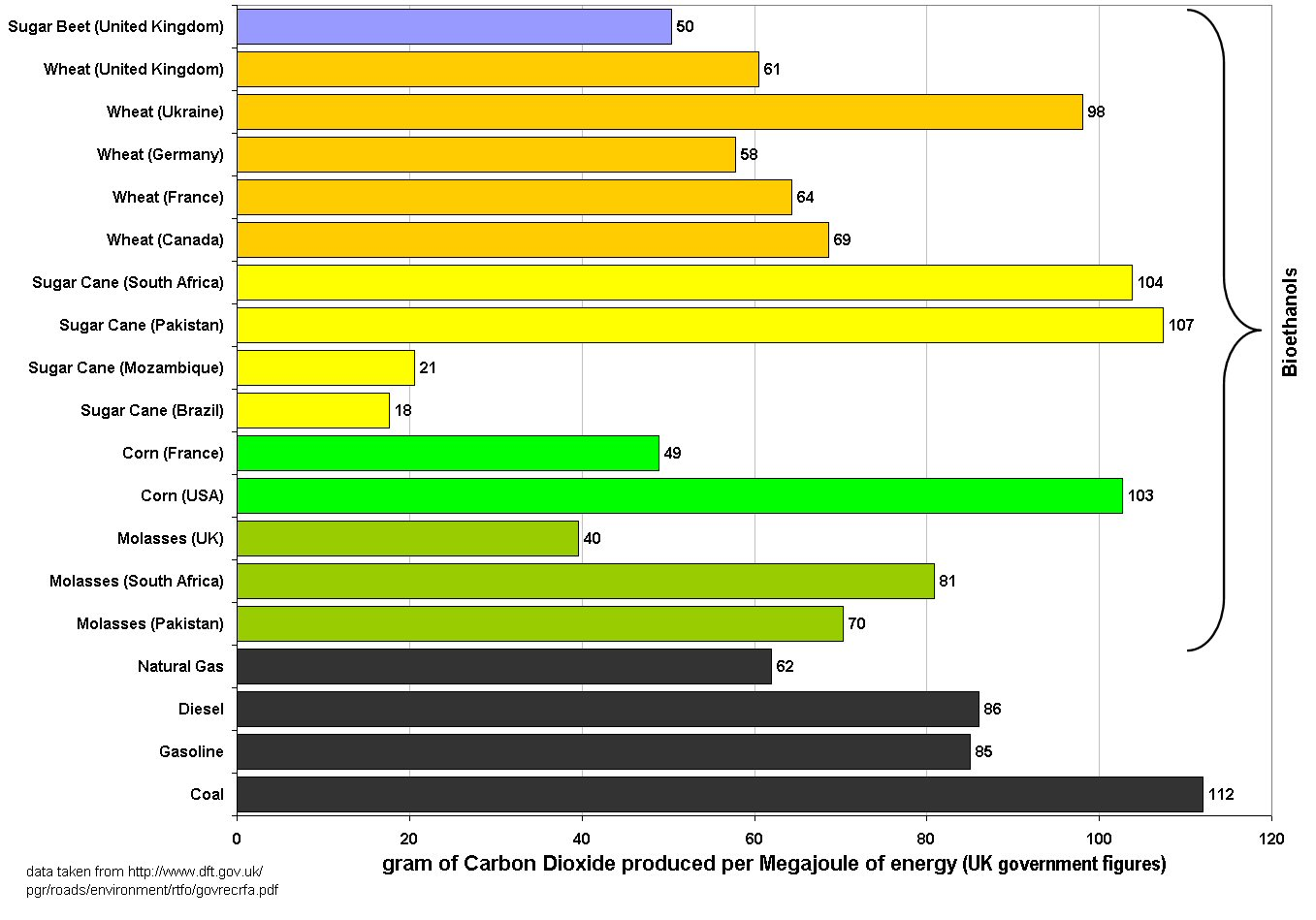
أرقام المملكة المتحدة لكثافة الكربون في الإيثانول الحيوي والوقود الأحفوري. يفترض هذا الرسم البياني أن جميع أنواع الإيثانول الحيوي يتم حرقها في بلدها الأصلي وأن الأراضي الزراعية الموجودة سابقًا تُستخدم لزراعة المواد الخام. لم يتم تضمين أي تغييرات غير مباشرة في استخدام الأراضي.

معيار الوقود منخفض الكربون، عبارة عن قاعدة تداول للانبعاثات، مصممة لتقليل متوسط كثافة الكربون لوقود النقل في ولاية قضائية معينة، مقارنة بالوقود البترولي التقليدي، مثل الغازولين والديزل. تتمثل الطرق الأكثر شيوعًا لتقليل انبعاثات الكربون أثناء النقل في توفير الكهرباء للمركبات الكهربائية، وتزويد المركبات التي تعمل بخلايا الوقود بوقود الهيدروجين ومزج الوقود الحيوي، مثل الإيثانول والديزل الحيوي والديزل المتجدد والغاز الطبيعي المتجدد في الوقود الأحفوري.
يتمثل الغرض الرئيسي لمعيار الوقود منخفض الكربون في تقليل انبعاثات ثاني أكسيد الكربون المرتبطة بالمركبات التي تعمل بأنواع مختلفة من محركات الاحتراق الداخلي مع مراعاة دورة الحياة بأكملها «من البئر إلى السيارة»، من أجل تقليل البصمة لوسائل النقل.
سُن أول معيار مفوض لوقود منخفض الكربون في العالم في ولاية كاليفورنيا عام 2007، مع معايير الأهلية المحددة التي حددها مجلس موارد الهواء في كاليفورنيا في أبريل 2009، ولكن لم يكن ساري المفعول حتى يناير 2011. جرت الموافقة على تشريع مماثل في كولومبيا البريطانية في أبريل 2008، ومن قبل الاتحاد الأوروبي الذي اقترح تشريعه في يناير 2007 والذي تُبنّى في ديسمبر 2008. تنفذ المملكة المتحدة برنامج التزامات وقود النقل المتجدد، والذي يطبق أيضًا مفهوم الوقود منخفض الكربون.
اقتُرحت العديد من مشاريع القوانين في الولايات المتحدة من أجل تنظيم مماثل للوقود منخفض الكربون على المستوى الوطني ولكن بمعايير أقل صرامة من كاليفورنيا. لم يُعتمد أي منها بحلول عام 2010. أصدرت وكالة حماية البيئة الأمريكية حكمها النهائي فيما يتعلق بمعيار الوقود المتجدد الموسع (أر إف إس 2) لعام 2010 وما بعده في 3 فبراير 2010. تضمن هذا الحكم، وفقًا لما ينص عليه قانون استقلال وأمن الطاقة لعام 2007، الانبعاثات المباشرة والانبعاثات غير المباشرة الهامة من التغييرات في استخدام الأراضي.

## معيار الوقود منخفض الكربون في كاليفورنيا
أصدر حاكم ولاية كاليفورنيا أرنولد شوارزنيجر الأمر التنفيذي S-1-07 في 19 يناير 2007، لسن معيار وقود منخفض الكربون. يتطلب المعيار من مصافي النفط والموزعين التأكد من أن مزيج الوقود الذي يبيعونه في سوق كاليفورنيا يلبي أهداف الانخفاض المحددة لانبعاثات غازات الاحتباس الحراري المقاسة بالغرام المكافئ لثاني أكسيد الكربون لكل وحدة من وقود الطاقة المباع لأغراض النقل.
تضمن معيار الوقود منخفض الكربون، خفض بنسبة 10% على الأقل في كثافة الكربون لوقود النقل في كاليفورنيا بحلول عام 2020. ولم تشمل هذه التخفيضات انبعاثات العادم فحسب، بل شملت أيضًا جميع الانبعاثات الأخرى المرتبطة بإنتاج وقود النقل داخل الولاية وتوزيعه واستخدامه.
يأخذ معيار الوقود منخفض الكربون الخاص بكاليفورنيا كفاءة وقود النقل في دورة الحياة الكاملة للوقود بعين الاعتبار، والمعروفة بدورة «من البئر إلى السيارة» أو من «البذرة إلى السيارة». ويهدف المعيار أيضًا إلى تقليل اعتماد الولاية على البترول، وإنشاء سوق لتكنولوجيا النقل النظيف، وتحفيز إنتاج أنواع الوقود البديلة منخفضة الكربون واستخدامها في كاليفورنيا.
يعد معيار الوقود منخفض الكربون نتيجةً لتكامل تنظيمات القيادة والتحكم وتداول الانبعاثات، إذ يستخدم آليات قائمة على السوق تسمح لمقدمي الخدمة باختيار كيفية تقليل الانبعاثات أثناء الاستجابة لطلب المستهلك. يعتقد البعض أن شركات النفط يمكن أن تختار عدة إجراءات للامتثال. إذ يمكن للمصافي والمنتجين مثلًا تحسين كفاءة المصافي والإنتاج الأولي، أو قد يشترون المزيد من الإيثانول منخفض الكربون ويمزجونه في منتجات البنزين، أو يشترون أرصدة من المرافق الكهربائية التي توفر إلكترونات منخفضة الكربون لسيارات الركاب الكهربائية، أو تنويع وبيع الهيدروجين منخفض الكربون لاستخدامه من قبل المركبات كمنتج، أو أي استراتيجية جديدة كمعيار يمكن تصميمه.
أجاز قانون كاليفورنيا لحلول الاحتباس الحراري لعام 2006 إنشاء تجارة للانبعاثات في كاليفورنيا، مع اعتماد القواعد بحلول عام 2010، ودخل القانون حيز التنفيذ في موعد أقصاه يناير 2012.

### الإجراءات التنظيمية
يعدّ مجلس الموارد الهوائية في كاليفورنيا، وفقًا لقانون كاليفورنيا لحلول الاحتباس الحراري لعام 2006 وتوجيه الحاكم، الوكالة المسؤولة عن تطوير «برنامج معايير الوقود منخفض الكربون»، وقد وُجّه لبدء الإجراءات التنظيمية لإنشاء برنامج المعيار وتنفيذه آنذاك. حدد مجلس الموارد الهوائية معيار الوقود منخفض الكربون كبند عمل مبكر مع لائحة لتبنيها وتنفيذها بحلول عام 2010. كما أوصى الأمر التنفيذي S-1-07 وكالة حماية البيئة في كاليفورنيا بتنسيق الأنشطة بين جامعة كاليفورنيا ولجنة الطاقة بكاليفورنيا ووكالات الولاية الأخرى، لتطوير واقتراح مسودة جدول امتثال لتلبية هدف 2020.
وضع فريق من جامعة كاليفورنيا وفقًا لتكليف الأمر التنفيذي، بقيادة دانيال سبيرلنج من جامعة كاليفورنيا في ديفيس والراحل ألكسندر إي فاريل (جامعة كاليفورنيا في بيركلي)، تقريرين أثبتا الجدوى الفنية لمعيار الوقود منخفض الكربون، واقترح التقريران منهجية لحساب دورة الحياة الكاملة لانبعاثات غازات الدفيئة من جميع أنواع الوقود المباعة في الولاية، وتحديد القضايا الفنية والسياساتية، وتقديم عدد من التوصيات المحددة، ومن ثم توفير إطار أولي لتطوير معيار الوقود منخفض الكربون الخاص بمجلس الموارد الهوائية.
قُدمت هذه الدراسة من قبل الحاكم شوارزنيجر في مايو 2007، وكانت بمثابة الركيزة لجهود مجلس الموارد الهوائية الأولية لتطوير معيار الوقود منخفض الطاقة، على الرغم من عدم إدراج جميع التوصيات المحددة في اللائحة النهائية المقترحة لفريق عمل معيار الوقود منخفض الطاقة.

#### عملية المشاورات العامة
نشر مجلس الموارد الهوائية خلال عام 2008 وحتى قرار معيار الوقود منخفض الكربون في أبريل 2009، في موقعه على الإنترنت جميع التقارير الفنية التي أعدها موظفوه والمتعاونون فيما يتعلق بالتعريف والحسابات المتعلقة بلائحة المعيار المقترحة، وعقد 16 ورشة عمل عامة، وقدم أيضًا دراساته لمراجعة النظراء الخارجيين. عقد مجلس الإدارة قبل الحكم الصادر في 23 أبريل 2009، جلسة استماع عامة لمدة 45 يومًا تلقت 229 تعليقًا، قُدم 21 منها أثناء جلسة استماع المجلس.

#### الجدل حول تأثيرات استخدام الأراضي غير المباشر
كان من بين التعليقات ذات الصلة والمثيرة للجدل التي قُدمت إلى مجلس الموارد الهوائية كرسائل عامة، في 24 يونيو 2008، تلك التي أعربت فيها مجموعة من 27 عالمًا وباحثًا من عدد من الجامعات والمختبرات الوطنية، عن مخاوفهم بحجة أنه «لا توجد بيانات تجريبية ثابتة بما فيه الكفاية لتأسيس أي تنظيم سليم للسياسة فيما يتعلق بآثار الوقود الحيوي المتعلقة بتغيير استخدام الأراضي غير المباشر. يعدّ هذا المجال جديد نسبيًا، لا سيما عند مقارنته بقاعدة المعرفة الواسعة الموجودة في إنتاج الوقود الأحفوري، والتحليلات المحدودة المدفوعة بافتراضات تفتقر أحيانًا إلى التحقق التجريبي القوي».
شكك خطاب مقدم إلى مجلس الموارد الهوائية من قبل تحالف نبو فيولز، في موقف معارض مماثل في 23 أكتوبر 2008، إذ يمثل التحالف أكثر من عشرين شركة متقدمة للوقود الحيوي والباحثين والمستثمرين، في نية المجلس تضمين التغيير غير المباشر في استخدام الأراضي. وفي رسالة عامة أخرى قبل اجتماع البتّ مباشرة، أرسل أكثر من 170 من العلماء والاقتصاديين رسالة إلى مجلس الموارد الهوائية، يحثونه على حساب انبعاثات غازات الدفيئة من بآثار الوقود الحيوي المتعلقة بتغيير استخدام الأراضي غير المباشر الأراضي، وجميع أنواع وقود النقل الأخرى.